# Kosmos Atletico Social
Kosmos Atletico Social é uma agremiação esportiva da cidade do Rio de Janeiro. 

## História
O clube foi um dos fundadores do Departamento Autônomo do Rio de Janeiro.